# Malé Kosihy
Malé Kosihy (maďarsky: Kiskeszi) jsou obec na Slovensku v okrese Nové Zámky. Žije zde 379 obyvatel.

## Poloha
Obec leží na pravém břehu řeky Ipeľ v Podunajské nížině a Ipeľské pahorkatině. Východní část území je tvořena záplavovými nivami. Nadmořská výška území se pohybuje v rozmezí 110 až 230 m, střed obce je ve výšce 115 m n. m. Akátové a dubové porosty se nacházejí na vyšších terasách pahorkatiny, která tvoří západní části území.
Obec sousedí na severu s obcí Salka Horný chotár, na východě s Maďarskem, na jihu s obcí Salka a na západě s obcí Sikenička.

## Historie
Obec byla osídlená v neolitu. Archeologické nálezy dokládají sídliště s kanelovou keramikou a další nálezy z doby bronzové i slovanské sídliště a pohřebiště z 10.–11. století.
První písemná zmínka o obci pochází roku 1248, kde je uváděná jako Keseu alio vocabulo Kerd, kdy král Béla IV. daroval území zlatníkovi Štefanovi. Pozdější název Kerd et Kesyv je z roku 1252, kdy obec patřila německým kolonistům ze Skalky. Od roku 1439 náležela pod Ostřihomskou kapitulu. V roce 1715 měla 5 domácností, v roce 1720 už 15 domácností a v roce 1828 zde žilo 339 obyvatel v 56 domech. Od roku 1920 nese obec název Malé Kosihy. V období 1938–1945 byla připojena k Maďarsku.
Hlavní obživou bylo zemědělství.

## Kostely
V obci je římskokatolický filiální kostel svatého Michala z konce 12. století.
Kostel náleží pod římskokatolickou farnost Nanebevzetí Panny Marie v obci Salka, děkanát Štúrovo, diecéze nitranské.